# 里格尔斯堡附近科恩贝格
里格尔斯堡附近科恩贝格是奥地利施蒂利亚州费尔德巴赫县的一个市镇。总面积15.97平方公里，总人口1183人，人口密度74.1人/平方公里（2001年）。